# Тіптон (Індіана)
Тіптон (англ. Tipton) — місто (англ. city) в США, в окрузі Тіптон штату Індіана. Населення — 5275 осіб (2020).

## Географія
Тіптон розташований за координатами 40°17′2″ пн. ш. 86°2′31″ зх. д. / 40.28389° пн. ш. 86.04194° зх. д. (40.283862, -86.041877).  За даними Бюро перепису населення США в 2010 році місто мало площу 6,48 км², уся площа — суходіл. В 2017 році площа становила 7,32 км², уся площа — суходіл.

## Демографія
Згідно з переписом 2010 року, у місті мешкало 5106 осіб у 2218 домогосподарствах у складі 1356 родин. Густота населення становила 787 осіб/км².  Було 2471 помешкання (381/км²).
Расовий склад населення:
| - 97,1 % — білих - 0,6 % — азіатів - 0,2 % — корінних американців - 0,1 % — чорних або афроамериканців |

До двох чи більше рас належало 1,3 %. Частка іспаномовних становила 2,7 % від усіх жителів.
За віковим діапазоном населення розподілялося таким чином: 24,2 % — особи молодші 18 років, 58,3 % — особи у віці 18—64 років, 17,5 % — особи у віці 65 років та старші. Медіана віку мешканця становила 39,9 року. На 100 осіб жіночої статі у місті припадало 88,4 чоловіків;  на 100 жінок у віці від 18 років та старших — 84,1 чоловіків також старших 18 років.
Середній дохід на одне домашнє господарство  становив 51 649 доларів США (медіана — 39 099), а середній дохід на одну сім'ю — 54 350 доларів (медіана — 44 820). Медіана доходів становила 42 039 доларів для чоловіків та 26 831 долар для жінок. За межею бідності перебувало 13,7 % осіб, у тому числі 27,5 % дітей у віці до 18 років та 4,6 % осіб у віці 65 років та старших.
Цивільне працевлаштоване населення становило 2329 осіб. Основні галузі зайнятості: освіта, охорона здоров'я та соціальна допомога — 23,2 %, виробництво — 21,3 %, публічна адміністрація — 9,9 %, мистецтво, розваги та відпочинок — 9,6 %.